# Anta Sy
Pour les articles homonymes, voir Sy.
Anta Sy (née le 14 mai 1975 à Dakar) est une joueuse sénégalaise de basket-ball, au poste de pivot, qui a évolué au niveau international avec l'équipe du Sénégal féminine de basket-ball.
Elle est la sœur des joueuses de basket-ball Sokhna Lycka Sy et Mame-Marie Sy-Diop.

## Carrière
Elle débute au niveau junior au Sicap Basket Club puis rejoint l'US Ouakam pour une saison. Elle devient ensuite joueuse du Dakar Université Club et du Desportivo de Maputo.
Elle dispute avec l'équipe du Sénégal féminine de basket-ball les Jeux de la Francophonie de 1997, le Championnat du monde de basket-ball féminin 1998, le Championnat d'Afrique de basket-ball féminin 2005 et le Championnat d'Afrique de basket-ball féminin 2007.

## Palmarès

### Palmarès en club
- Vainqueur de la Coupe d’Afrique des clubs champions féminins en 2007 avec le Desportivo de Maputo

### Palmarès en sélection nationale
- Médaille d'or des Jeux africains de 2003
- Médaille d'or des Jeux de la Francophonie 1997
- Médaille d'argent du Championnat d'Afrique de basket-ball féminin 2007
- Médaille d'argent du Championnat d'Afrique de basket-ball féminin 2005
- Médaille de bronze des Jeux africains de 2007